# 王貽永
王贻永（986年—1056年），字季长。并州祁县（今属山西）人，北宋政治人物。
王溥之孙。宋太宗雍熙三年（986年）生。個性寡言，通晓书法，不好声技。他的舅舅魏咸信說：“后当类我。”咸平年間，娶宋太宗之女鄭國公主，授駙馬都尉，随真宗去泰山封禅，任高州刺史，知單州、徐州。真宗戒之曰:“和衆静治,卿所當先也。”仁宗即位，历知澶、定等州。在郓州（今山东东平）时，州內苦於水患，王贻永筑东西道三十余里，有政聲。改为定州知州。庆历五年（1045年）升任枢密使。次年（1046年），加同中书门下平章事，皇祐元年（1049年）兼任侍中。晚年多次以疾求罷，遂以王德用为枢密使。仁宗亲临驸马府第,亲自为王贻永端药。嘉祐元年（1056年）卒。赠太师、中书令，谥号康靖（安樂撫民曰康 和德考眾曰靖）。

## 延伸阅读
[在维基数据编辑]
 《宋史·卷464》，出自脱脱《宋史》